# Margaret Thompson
Margaret "Maggie" Thompson née Gordon-smith à Hereford, est une coureuse cycliste professionnelle britannique.

## Palmarès sur route
- 1977
  - 19e de la course en ligne des championnats du monde de cyclisme sur route 1977
- 1978
  - 43e de la course en ligne des championnats du monde de cyclisme sur route 1978

## Palmarès sur piste

### Championnats nationaux
- 1971
  - 3e de la poursuite
- 1972
  - 3e de la poursuite
- 1973
  - 3e de la poursuite
- 1974
  - 3e de la poursuite
- 1975
  - 2e de la poursuite
- 1977
  -  Championne de poursuite
- 1978
  -  Championne de poursuite